# Tijdlijn van de Lage Landen (Romeinse tijd)
De tijdlijn van de Lage Landen is een chronologische lijst van feiten en gebeurtenissen betreffende de Lage Landen, een gebied dat ongeveer de laagvlakte in Nederland, België en sommige aangrenzende streken beslaat, gelegen rond de grote rivieren van Noordwest-Europa die in de Noordzee en het Nauw van Calais uitmonden. Daarin vormden zich variërende eenheden onder respectievelijk Keltisch-Germaanse, en Romeinse invloeden. Vervolgens evolueerden zij onder impuls van de kerstening mee in grotere imperiums met een toenemend feodale structuur. De opkomst van de steden zorgde voor toename in rijkdom, maar ook verschuiving van de macht en versplintering. Pogingen tot centralisatie wisselden af met tendensen tot autonomie.

## ~55 v.Chr.

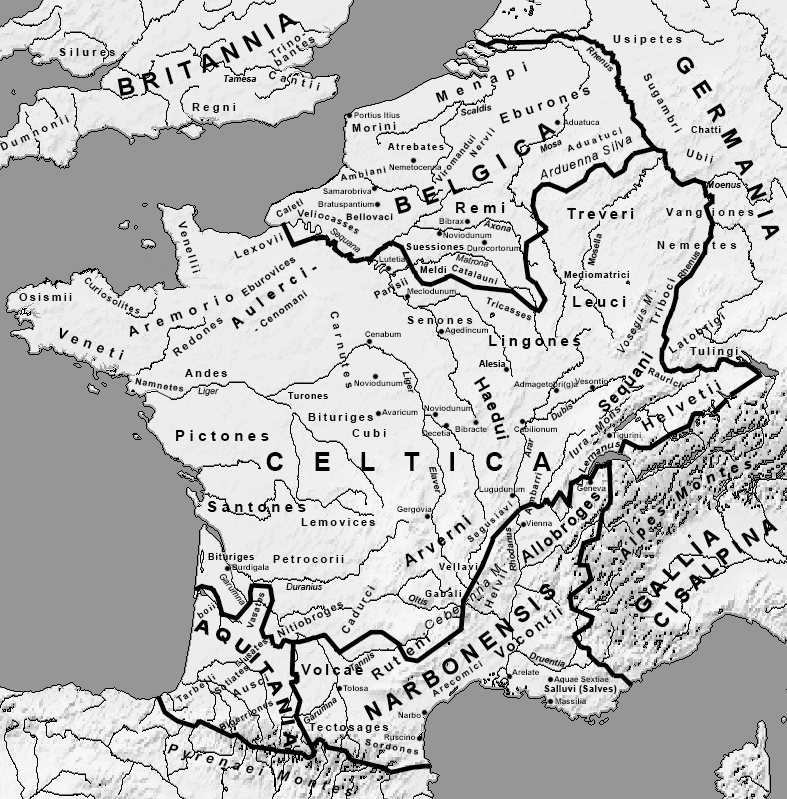
Verdeling van Gallië rond 54 v.Chr.

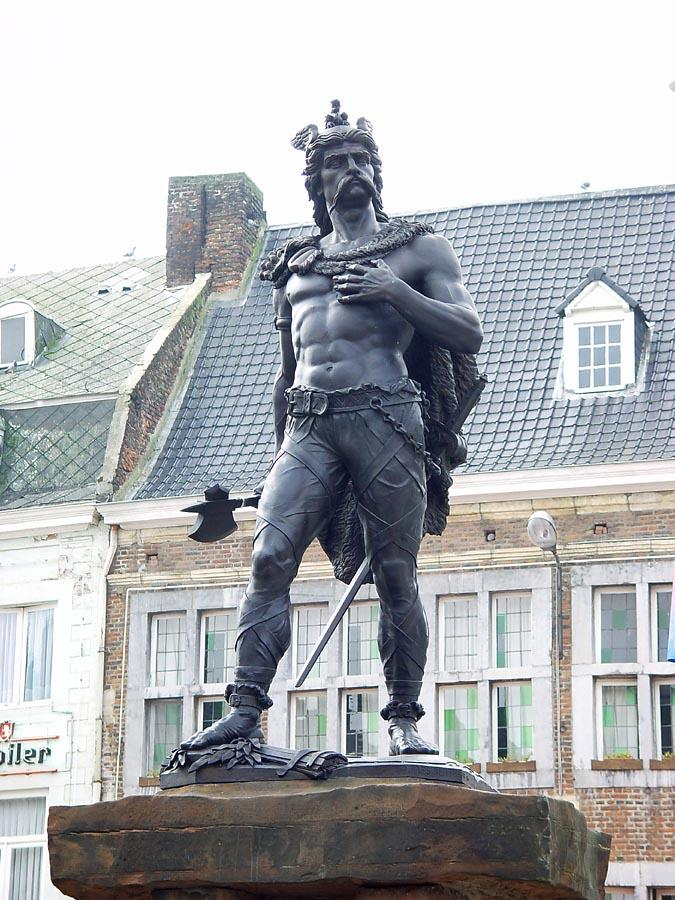
Standbeeld van Ambiorix in Tongeren.

- De Belgae worden van 57 tot 51 v.Chr. onderworpen door Julius Caesar. Wel vinden er nog opstanden tegen de Romeinse overheersing plaats tot de eerste eeuw na Chr.
- Het gebied van de Lage Landen tussen de Rijn en de Seine wordt nu Gallia Belgica, een Romeinse provincie. Daar ontstaan Romeinse nederzettingen.
- Julius Caesar komt min of meer door toeval in het gebied boven de Rijn terecht tijdens de Gallische Oorlog, waarbij hij de Germaanse Usipeti en Tencteren, waarschijnlijk in de buurt van Oss[1] vrijwel uitroeit. Met zijn Commentarii Rerum in Gallia Gestarum maakt hij een einde aan de prehistorie in de Lage Landen, al zijn geschreven bronnen na de Romeinen in België en in Nederland schaars.

## 53 v.Chr.
- Een volledig Romeins legioen en 5 cohorten (alles tezamen zo'n 7200 soldaten) worden door de Eburonen onder leiding van Ambiorix bijna helemaal vernietigd. Ambiorix vormt terzelfder tijd een alliantie van alle andere Belgische stammen om zich collectief tegen de Romeinen te verzetten. Na zijn overwinning voegt zijn leger zich bij de Nervische strijdmacht en belegert Quintus Cicero's winterkamp.[2]
- De Romeinse strijd duurt een aantal jaren, maar tegen de negen legioenen van ongeveer 50.000 getrainde soldaten die Caesar naar Belgica stuurde zijn de Belgen uiteindelijk niet opgewassen. De stammen worden geleidelijk afgeslacht of verdreven en hun akkers systematisch platgebrand. De Eburonen verdwijnen vanaf dat moment volledig uit de geschiedenis. Ambiorix weet echter samen met enkele manschappen de Rijn over te steken naar Germanië, waarna hij spoorloos is.
- "...Horum omnium fortissimi sunt Belgae..." ("van al dezen zijn de Belgen de sterksten"), schrijft Caesar naar aanleiding van zijn ervaringen in zijn De Bello Gallico.

## 50 v.Chr.
- De Bataven, waarschijnlijk een afsplitsing van de Chatten, vestigen zich in het Rivierengebied (ruwweg de huidige Betuwe). Westelijk hiervan bevolken de Cananefaten het gebied in de delta tussen de mondingen van de Rijn en de Maas (het huidige Leiden, Den Haag, Rotterdam en het Westland). Ten noorden van de Rijn bevinden zich de Frisii.

## 27 v.Chr.

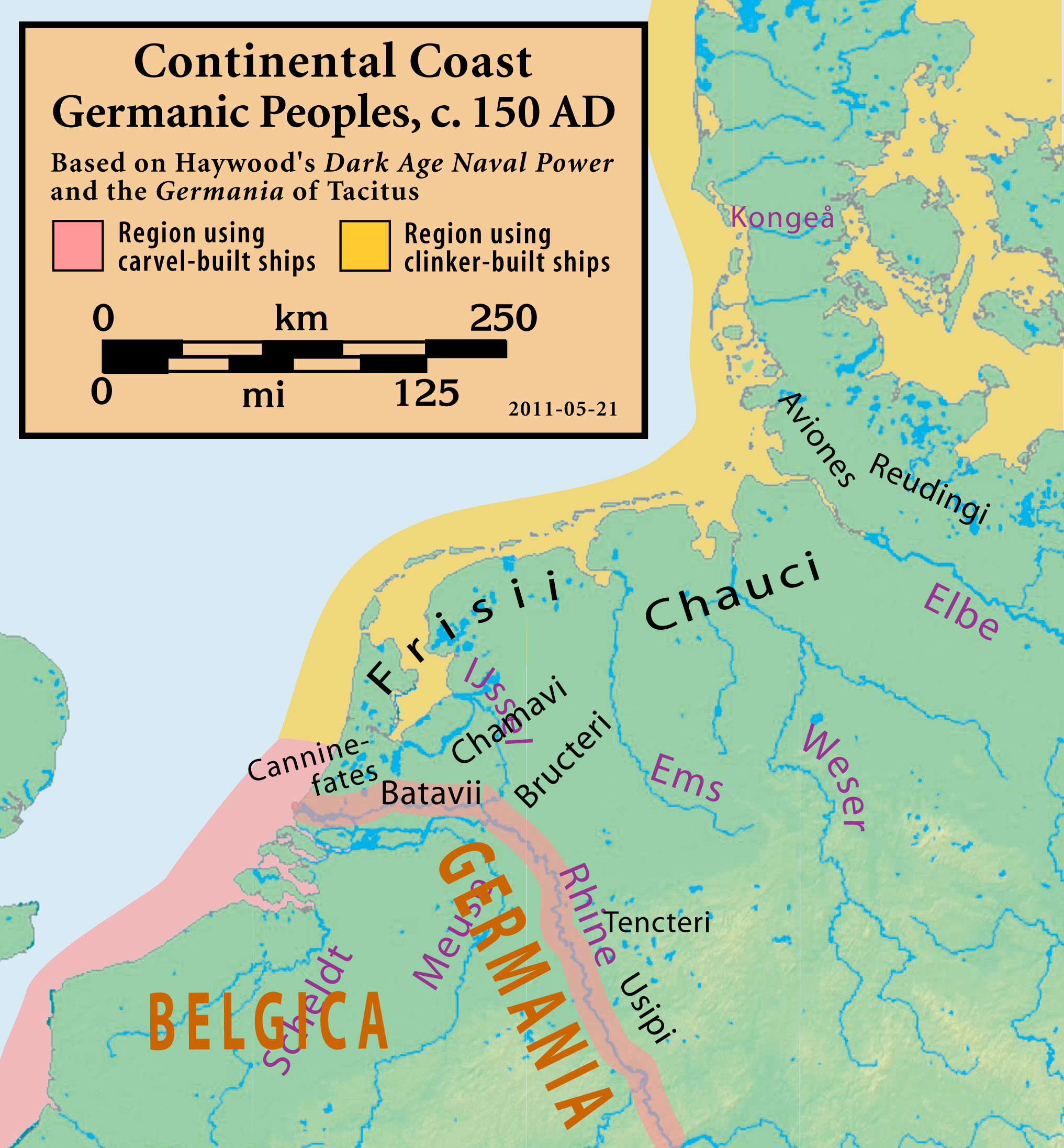
Stammen langs de kustlijn, 150 na Chr.

- Octavianus wordt princeps van het Romeinse Rijk.
- De Germaanse stam van de Tungri wordt het voor een groot deel ontvolkte, vruchtbare gebied in Gallia Belgica (de Maasvallei en de Haspengouw) toegewezen, dat eerst toebehoorde aan de door Caesar grotendeels uitgeroeide Eburonen.

## 17 v.Chr.
- Het gebied tussen Rijn en Maas komt onder Romeins bestuur ten tijde van keizer Tiberius. Germania Inferior wordt bewoond door Germaanse stammen zoals de Cananefaten, Bataven, Sugambren (later Cugerni) en Ubiërs en beslaat het noordelijk en noordoostelijk gebied van Gallia Belgica. Er komen steeds meer Romeinse nederzettingen in dit gebied, ook tempels en thermen worden gebouwd.

## 15 v.Chr.

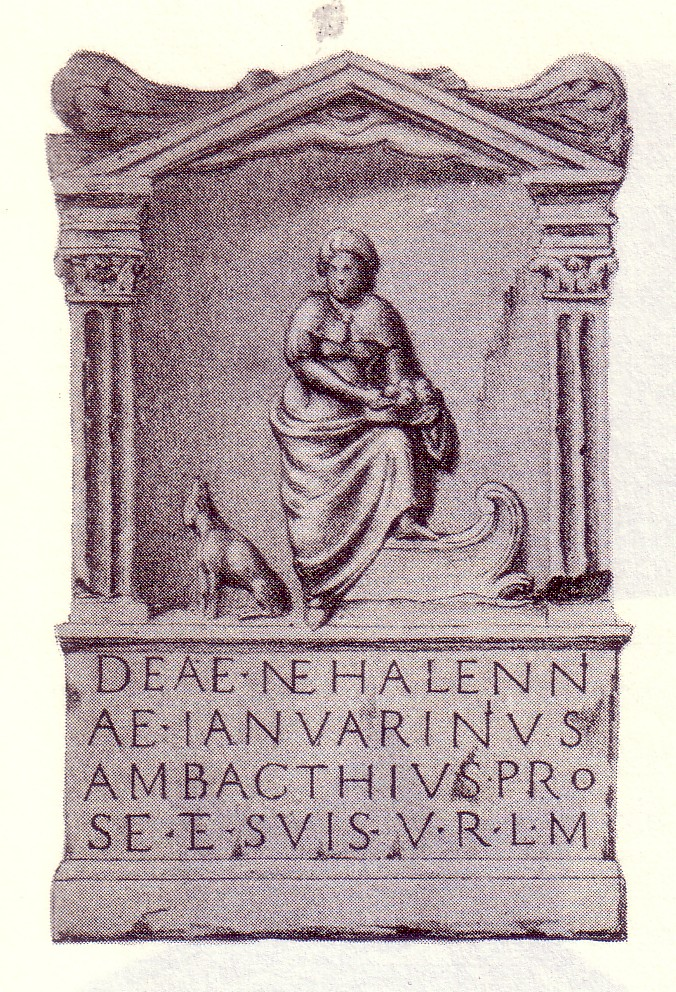
Domburgs Nehalennia-altaar volgens Plaat 7 No. 15a van L.J.F. Janssen, De Romeinsche Beelden en Gedenksteenen van Zeeland, Leiden, 1845

- Er ontstaan veel nieuwe plaatsen, waaronder Trier, Keulen, Tongeren en Doornik. Vaak hebben deze het achtervoegsel (i)acum of 'domein' (vb. in Cortoriacum), castra of 'kamp' (vb. in Kester), of castellum of 'kasteel' (vb. in Kassel). Deze plaatsen maar ook kleinere gemeenschappen (vici) worden een afzetgebied voor de producten van de Noord-Gallische landbouw en de inheemse ambachten. Zo ontstaat er een bloeiende handel met Italië en ook met de rest van Gallia wordt die steeds intensiever.
- Er zijn aanwijzingen van toenemende handel met Brittania, ook vanuit de Rijndelta. Het gaat vaak om zoutleveringen, een lekkernij voor de Romeinen die er doorlopend ettelijke tonnen van verbruiken.
- Aan de kust groeien de vissersdorpen en worden de oude zoutwinningsbedrijven van de Menapii gemoderniseerd. In Haspengouw ontstaan grote landbouwbedrijven (villae) en ook de textielnijverheid komt sterk opzetten en er worden grote kuddes schapen gehouden voor de wol. Paarden worden gefokt en verkocht door de Treveri. Andere economische activiteiten zijn houthakken, kolenbranden, ijzer-, zink-, en kalksteenwinning.

## 12 v.Chr.
- Drusus sluit een verdrag met de Bataven en de Cananefaten, zodat hun gebied nu deel uitmaakt van Gallia Belgica. Op het Insula Batavorum wordt een groot legerkamp gebouwd. Later zullen hier vlak bij een aantal nederzettingen gesticht worden die bij elkaar Oppidum Batavorum genoemd worden, mogelijk het latere Noviomagus.

## 10 v.Chr.

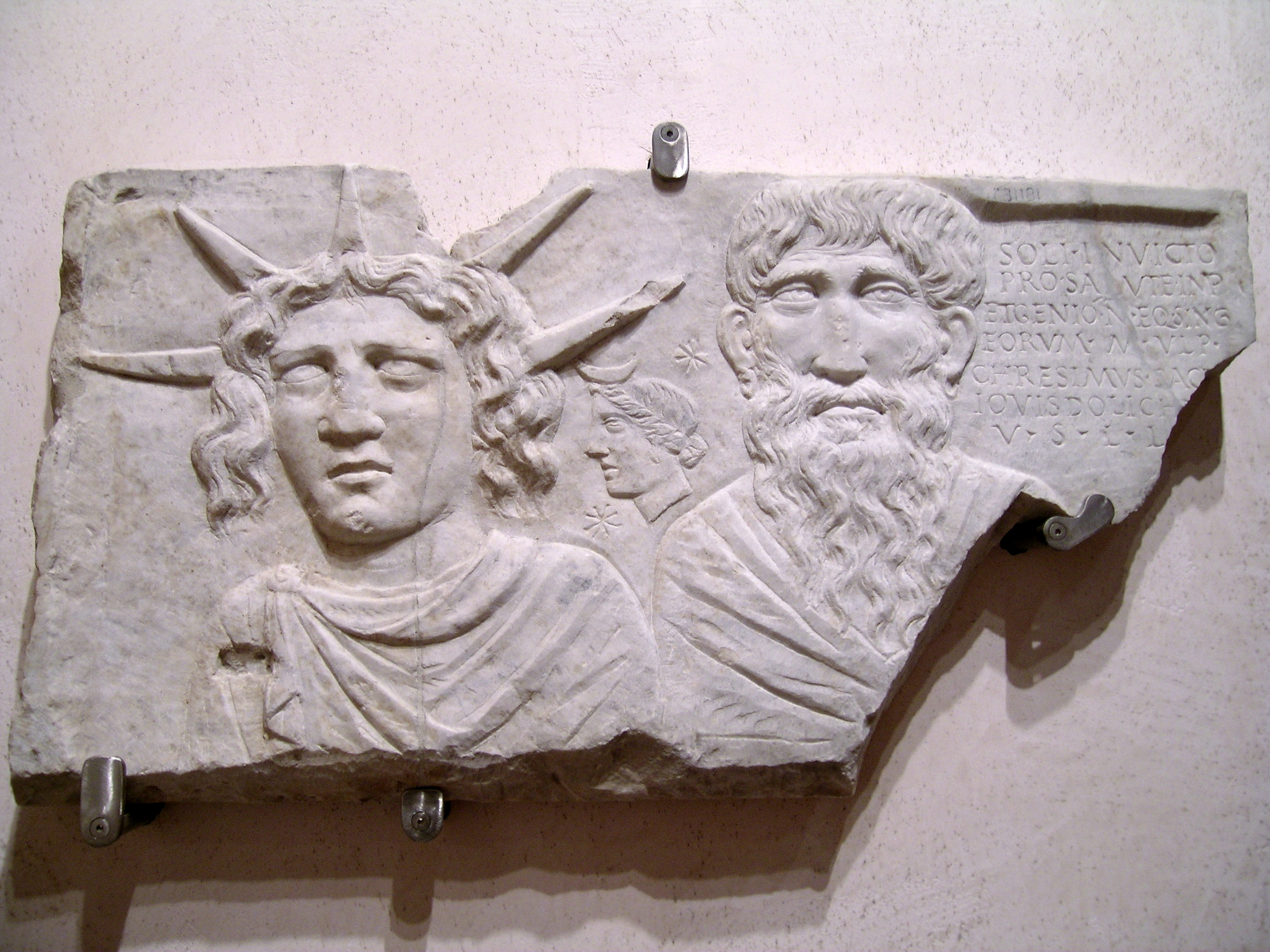
Nieuwe goden doen hun intrede

- De oude Keltische baan Boulogne-Keulen (Chaussée Brunehaut), ook bekend als de Via Belgica, is, naast de rivieren, een belangrijke economische ader in de Lage Landen. Hij bestaat nog vooral uit sintels en wordt ook voor de Romeinen belangrijk. De soldaten leggen op delen ervan een heerweg aan. Tegelijk maken zij een aftakking noordoostwaarts via de nieuw gestichte stad Tongeren.

## 9 v.Chr.

- Drusus overlijdt na een val van zijn paard ergens langs de Lippe, zij het na een zeer succesvolle veldtocht enkele jaren daarvoor. De Friezen hadden toen, aldus de latere Romeinse senator en geschiedschrijver Cassius Dio, eieren voor hun geld gekozen en met hun hulp had hij de Chauken bij de Eemsmonding verslagen. Hij had ook de Drususgracht en Drususdam laten aanleggen. Zijn hoofdkwartier had hij op het Kops Plateau ten oosten van het huidige Nijmegen.

## ~1
- Het is niet duidelijk of veenlijken, zoals het meisje van Yde en het paar van Weerdinge, het gevolg zijn van mensenoffers of van de Germaanse rechtspraak.
- Het Romeinse leger heet in de provincia Germania Inferior "Exercitus Germaniae Inferioris" ("strijdkrachten van Neder-Germanië") op inscripties afgekort als EXGERINF. Het bestaat uit meerdere (tot vier) legioenen en Auxilia of hulptroepen. Van de Bataven en de Cananefaten samen zijn constant 5000 tot 6500 mannen in dienst. Daarvoor leveren de Cananefaten jaarlijks 24 nieuwe rekruten, de Bataven meer dan het tienvoud. Daarvan komen amper de helft terug als veteranen.[3]
- Dat de meeste vrouwen niet met hun mannen mee op zending gaan, resulteert de facto in een sociaal gedomineerd Germania Inferior van vrouwen, kinderen en ouderen.[4]

## 4
- Princeps Augustus zegt toe dat Tiberius, de oudere broer van Drusus, zijn opvolger is. Deze heeft de veldtochten van zijn broer voortgezet, waardoor het gebied tussen de Rijn en de Elbe nu in handen is van de Romeinen.
- In 1996 wordt bij Vlaardingen een boemerang gevonden, waarschijnlijk van een Cananefaat.

## 9
- De Friezen, Bataven en Cananefaten komen niet in opstand na de Romeinse nederlaag in de Slag bij het Teutoburgerwoud tegen Arminius. De eerste vermelding van de Cananefatenstam heeft betrekking op een ala Caninefas, een Cananefaatse ruitereenheid in Romeinse dienst.

## 14

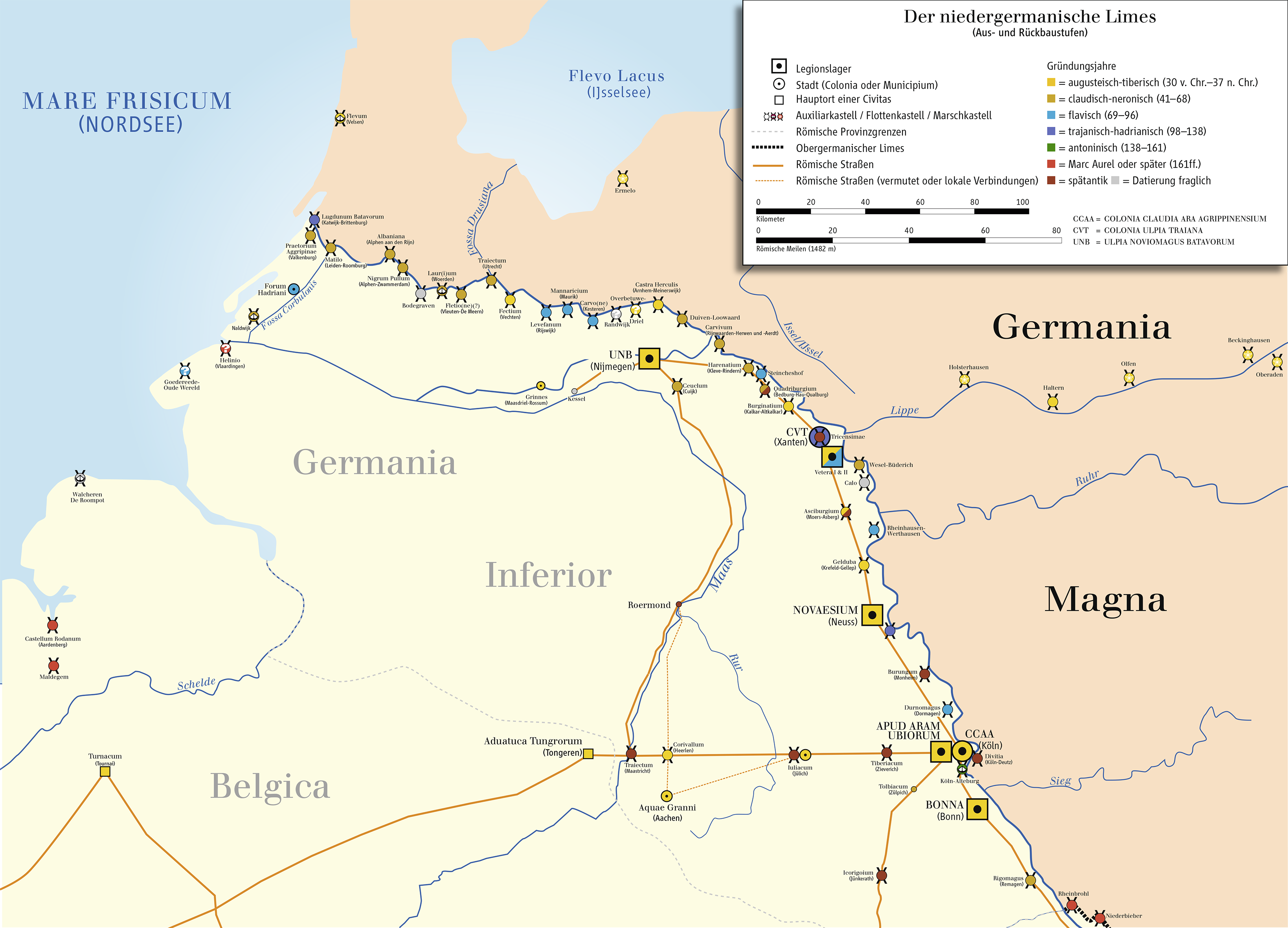
De limes aan de Rijn

- Nadat Augustus overlijdt, breken er onlusten uit onder de Romeinse troepen. Germanicus weet deze te bezweren en de twee jaar daarna besteedt hij aan veldtochten tegen Arminius, geholpen door zijn Bataafse cohorten. Keizer Tiberius geeft Germanicus uiteindelijk in 16 opdracht de strijd in Germanië op te geven.
- De Rijn vormt nu de definitieve grens tussen het Gallische Rijk en Germanië.
- De Bataven dienen ook als de lijfwacht (corporis custos) van onder anderen Tiberius en de latere Nero.

## 28
- Nadat Olennius onredelijke belastingen eist, komen de Frisii in opstand. De ala Caninefas, de Cananefaatse ruitereenheid in Romeinse dienst, vecht tegen de Frisii tijdens de Slag in het Baduhenna-woud. Daar lijden de Romeinen een nederlaag, waarna Olennius zich terugtrekt in het castellum Flevum. De opstand veroorzaakt paniek tot in Noviomagus. Dat weten we omdat iemand zijn geld in allerijl begroef en het nooit weer heeft gevonden. Uit het verslag van Tacitus van de gevechtshandelingen kunnen we opmaken dat ook de Cananefaten een gevoelig verlies lijden. Veel mannen sterven in de omgeving van castellum Flevum en het bos van Baduhenna.

## 29
- De Tolsumer Akte, gevonden in Friesland, is de oudste bewaarde geschreven tekst van de Lage Landen.

## 47
- Corbulo brengt de vloot van de Chauken tot zinken. Dezen plunderen onder leiding van de Cananefatische oud-legionair Gannascus de kust van Gallia Belgica en Germania Inferior. De Rijn wordt door Claudius als limes vastgesteld, hoewel de Frisii onder Romeins bestuur blijven. De rivier geldt zowel als scheidingslijn tussen de gebieden, als bindend element, doordat deze transport en communicatie vereenvoudigt.
- Claudius verbiedt verdere veldtochten tegen de Germanen aan de andere kant van de Rijn, omdat hij de prioriteit geeft aan de invasie van Britannia. Corbulo laat dan maar het kanaal van Corbulo graven, een verbinding tussen de Maas en de Oude Rijn.

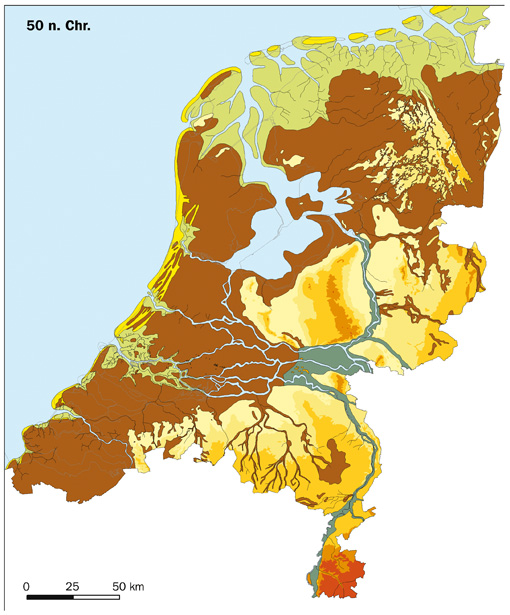
Paleogeografie van Nederland. Het Flevomeer krijgt in het noorden via het Vlie een verbinding met zee.

## 58
- De Friese aanvoerders Malorix en Verritus worden Romeins staatsburger, maar moeten het stuk grond ten zuiden van de Rijn dat zij bezet hebben verlaten.

## 60
- De ala Caninefas, de Cananefaatse ruitereenheid in Romeinse dienst, vecht in Britannia mee tegen de Iceni die onder leiding van de Keltische koningin Boudicca staan.

## 69
- De legendarische priesteres-koningin Veleda moedigt een Bataafse Opstand aan waarvan zij de gunstige afloop voorspelt.
- Tijdens het machtsvacuüm van het Vierkeizerjaar na de dood van Nero wordt die Bataafse Opstand onder leiding van Julius Civilis uitgevoerd. Alle Romeinse vestingen en vestigingen in Germania Inferior en Gallia Belgica gaan in de vlammen op, inclusief Oppidum Batavorum en Tongeren. Ook vrouwen nemen deel aan de strijd.[5] Het jaar daarop wordt de opstand neergeslagen.

## 78
- Onder Gnaeus Julius Agricola dienen Bataven in Britannia met eigen bevelhebbers, maar ook in Noricum en Raetia.

## ~89

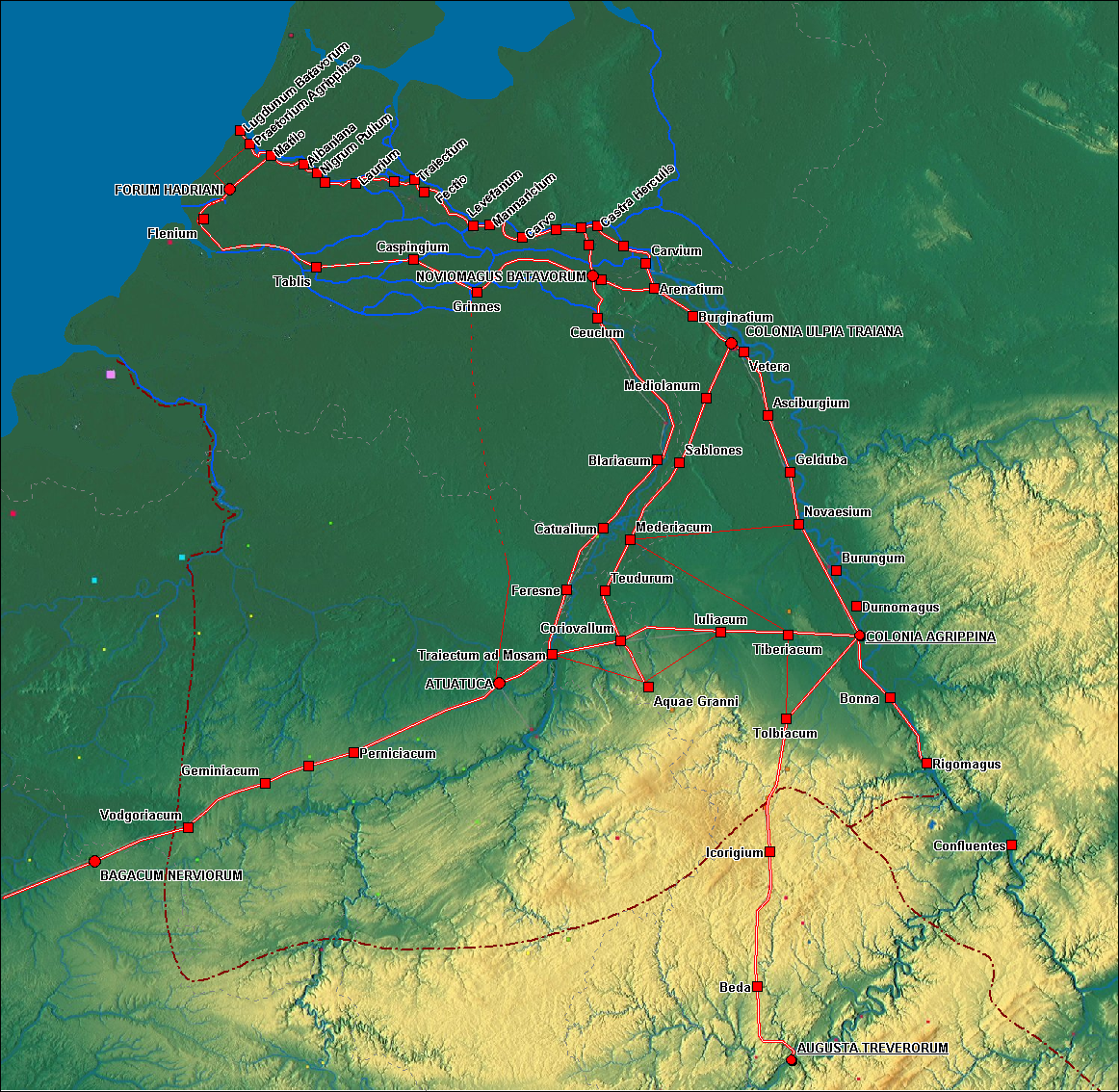
Wegen en plaatsen in Germania Inferior

- Germania Inferior (met hoofdstad Keulen) krijgt de status van volwaardige Romeinse provincie, en wordt dus nu ook financieel onafhankelijk van Gallia Belgica, tijdens het bewind van keizer Domitianus. Dit blijft zo tot midden 3e eeuw.

## 121
- Hadrianus bezoekt Germania Inferior en verleent marktrechten aan de belangrijkste plaats van de Cananefaten, waarna de plaats Forum Hadriani heet. Noviomagus wordt waarschijnlijk een municipium.

## ~160
- Ook Forum Hadriani wordt een municipium.

## ~167
- De Friese ruiters van het Cuneus Frisionum worden ingezet in Britannia.
- De Chauken trekken plunderend rond, wat de reden is dat uit deze tijd veel muntschatten gevonden worden die ter bewaring zijn begraven.

## ~175 n.Chr.~250

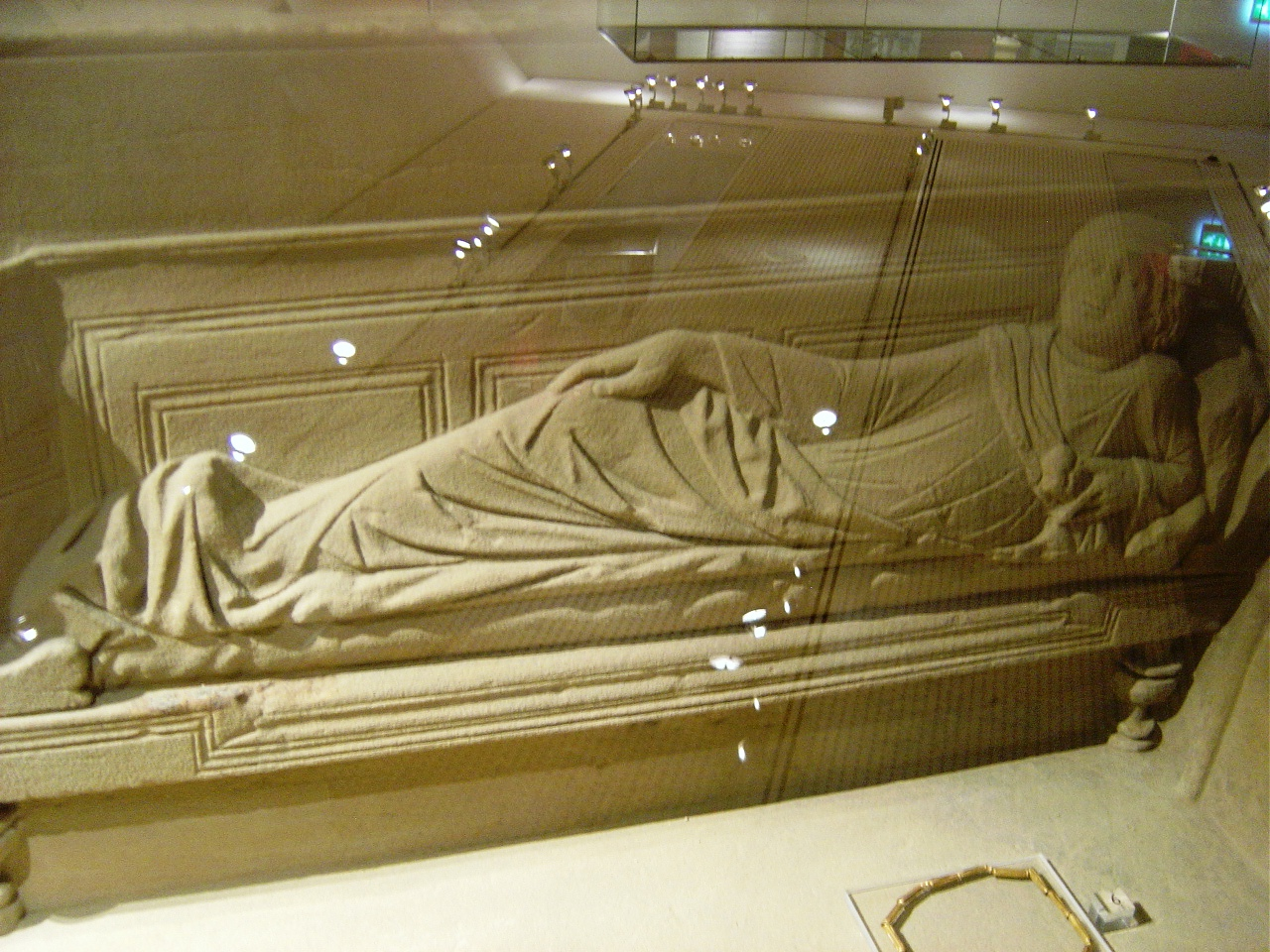
Binnenzijde van de sarcofaag van Simpelveld met afbeelding van de rustende dame

- De Sarcofaag van Simpelveld is aan de binnenkant in reliëf gebeeldhouwd, tonend een liggende vrouw op een 'houten' rustbed uit de Gallo-Romeinse periode. Naast haar is het interieur van haar huis weergegeven met meubels en ander huisraad. De kist bevatte nog een aantal typisch vrouwelijke grafgiften zoals enkele gouden sieraden, een zilveren spiegeltje, een glazen flesje, een flacon van aardewerk. De stijl komt overeen met die van de Etrusken.

## 212
- Door de Constitutio Antoniniana krijgen alle vrije burgers in de provincies het Romeinse burgerrecht, waardoor keizer Caracalla meer belastingen kan innen.

## 235
- Keizer Severus Alexander wordt vermoord, waarna de Crisis van de derde eeuw volgt waarin de ene soldatenkeizer de andere opvolgt, vaak met geweld. Hierdoor verdwijnt de invloed van het centrale Romeinse gezag in Germania Inferior. De crisis eindigt pas in 284 als Diocletianus aan de macht komt.

## 240
- De Franken worden voor het eerst genoemd als zij zich in het Rijk willen vestigen en de Rijn oversteken, waarna hun krijgers plunderend door Gallië trekken. Ze worden echter bij Mainz verslagen, waarna ze zich aan de oostoever vestigen.
- Een steeds groter wordend aantal Germanen steekt de Rijn over om dienst te nemen in de grenslegioenen of zich als landbouwers in de provinciën te vestigen.

## ~250

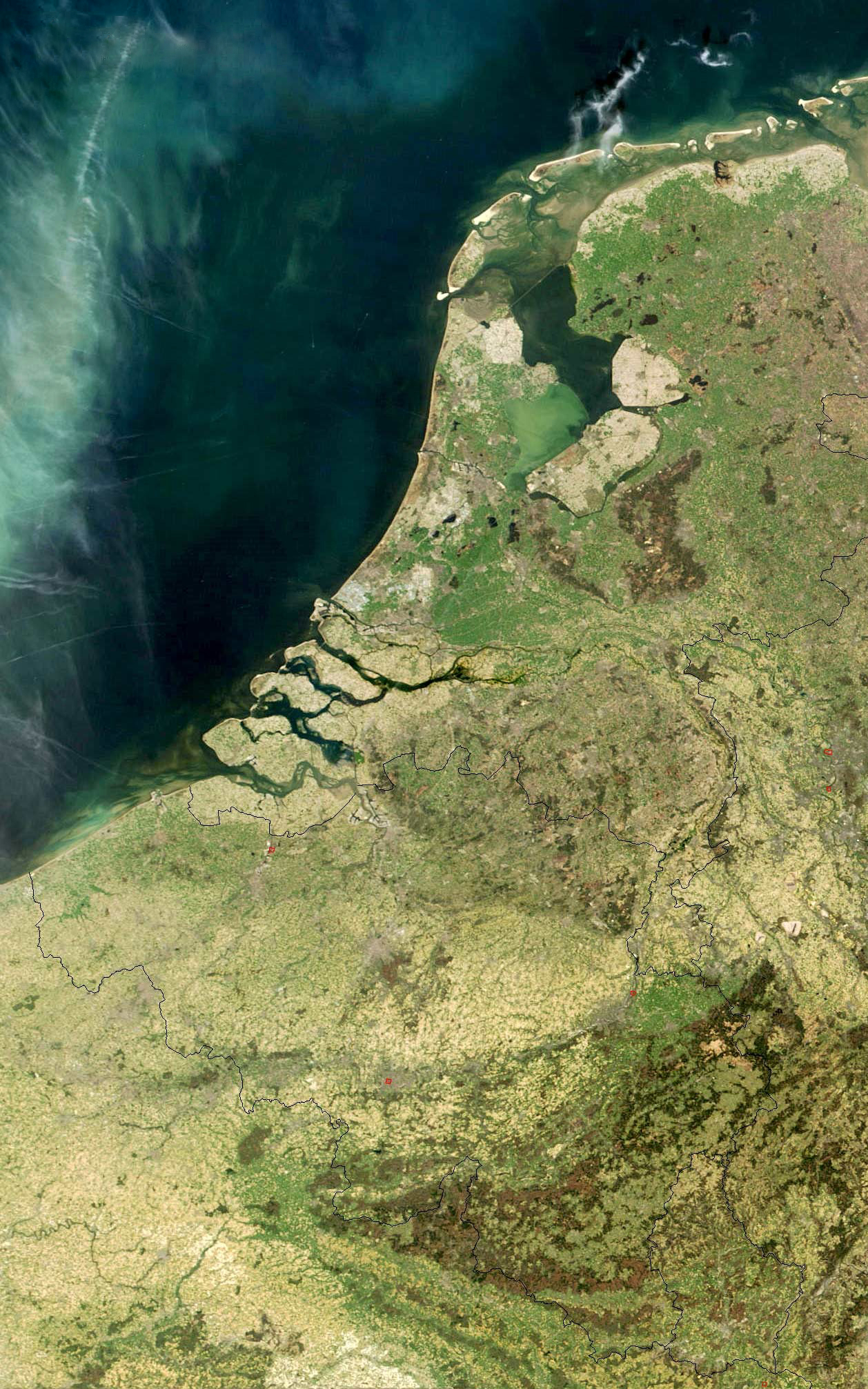
De lage landen, vanuit de ruimte, zoals vandaag.

- Kusterosie zorgt ervoor dat het water komt tot aan het castellum van Oudenburg (waarschijnlijk Portus Epiatici). Ook Brittenburg, de meest westelijke Romeinse fortificatie aan de Oude Rijn, komt onder water te staan. De Romeinen kunnen de strijd tegen het water niet winnen en verlaten het gebied.

## 256
- Vanaf 256 steken Frankische krijgers de Rijn over en wordt geheel Gallia geplunderd en worden vele steden en dorpen verwoest.

## 260
- Een nieuwe inval van de Franken markeert het begin van het einde van Germania Inferior als welvarende Romeinse provincie.
- Door het heersende machtsvacuüm kan onder Postumus het Gallische keizerrijk ontstaan naast het echte Romeinse Rijk. Het Gallische keizerrijk (260-274) (Imperium Galliarum) omvat de drie Gallische provincies, Germania Inferior, Germania Superior, Britannia, Hispania en korte tijd ook Raetia.
- Postumus weet de tot in Spanje doorgedrongen Franken daar te verslaan en bestrijdt de Frankische zeerovers bij de Nederlandse kust.

## ~270

Het verdeelde Romeinse Rijk in 271 n.Chr. na de crisis.

- Na de dood van Postumus weten de Ripuarische Franken zich toch over de Rijn te vestigen, waarmee een einde komt aan de romanisering.
- Zo tussen 270 en 300 n.Chr. verdwijnt een groot deel van de bevolking in het westen en zuidwesten van Nederland. Grote delen van het gebied raken zo goed als ontvolkt.

## ~280
- In het kielzog van de opstand van Carausius (286-293), een vooraanstaand Menapiër die met de bewaking van de zeekust belast was, hebben de Salische Franken zich meester gemaakt van het eiland der Bataven en bedreigen zij de Lage Landen langs het noorden, terwijl de Ripuariërs deze langs het oosten bedreigen.

## ~295
- Keizer Constantius I Chlorus onderwerpt de Franken, van wie hij een deel naar Noord-Frankrijk overbrengt, maar uiteindelijk wordt rond 296 een verbond gesloten met de Saliërs. Deze Salische Franken beschermen nu de grens tussen Nijmegen en de zee tegen andere Germanen.

## ~297

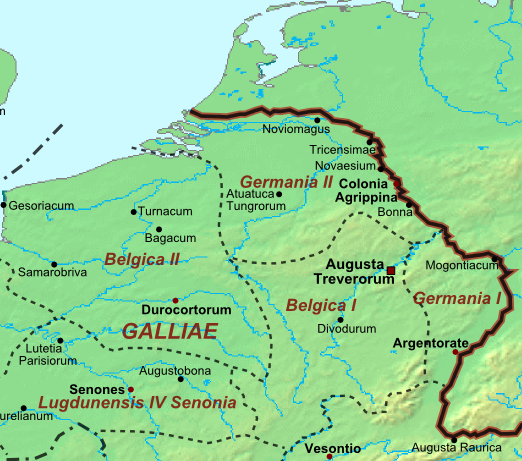
Belgica I en Belgica II

- Vanaf ca. 297 wordt Belgica door keizer Diocletianus gesplitst in Belgica Prima (letterlijk : Eerste België) met hoofdstad Trier in het zuidoosten en Belgica Secunda met als hoofdstad Reims in het westen. Het in het noordoosten gelegen Germania Inferior (met hoofdstad Keulen) was al op het einde van de eerste eeuw van Belgica losgemaakt.
- Belgica Prima wordt nu de Romeinse provincie die de Ardennen in de meest ruime betekenis omvat.

## ~299
- In de 3e eeuw blijven de Germaanse stammen binnentrekken. Daarom beginnen de Romeinen de bouw van nieuwe limes, namelijk de Litus Saxonicum langs de kust en de fortengordel langs de belangrijkste wegen tussen de kust en de Rijn. Zo was er een fort in Oudenburg. Toen het gebied ten noorden van deze laatste linie opgegeven moest worden, kon deze limes nog enige tijd weerstand bieden en het gebied ten zuiden ervan bezet blijven.

## ~300

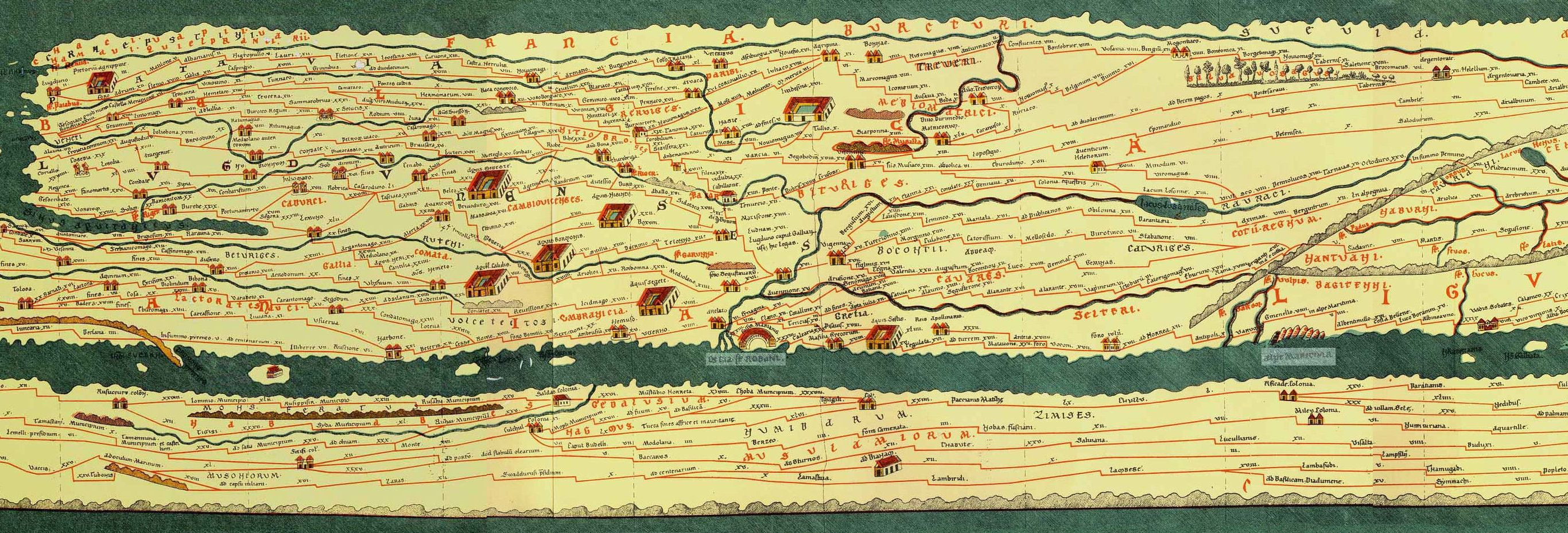
Tabula Peutingeriana, kopie van een Romeinse reiskaart uit de 3e tot 4e eeuw.

- Bij de aanvang van de 4e eeuw is de streek die begrensd is door de Rijnbocht tussen Keulen en de Noordzee het terrein van onophoudelijke grensoorlogen tussen Franken en Romeinen. Hoewel de overweldigers teruggedreven worden door Constantius Chlorus, door Constantinus, en door Julianus, hernieuwen zij onvermoeibaar de aanval, die steeds moeilijker af te slaan is. De streek ten noorden van de Ardense heuvels en van Henegouwen wordt door de heirscharen doorkruist en door de barbaren verwoest, ontvolkt en in een woestenij herschapen. De Rijn volstaat niet meer om de vijand af te houden.
- Oude cultusplaatsen blijven in gebruik, "Lieux Forts" ('Sterke Locaties') en vervolgens "Saints Forts" ('Sterke Heiligen') genoemd, zoals die van Chartres, waar later rond de Keltische waterput de eerste kathedraal in Romaanse stijl zal komen. De ronde waterput van meer dan 33 meter diepte steunt op een vierkante voet, waarvan de hoeken naar de vier windstreken wijzen.
- Voor het eerst wordt de bisschoppelijke inrichting gesticht te Trier. De bisschop breidt in de loop van de 3e eeuw zijn invloed over gans Neder-Germanië uit.

## ~310

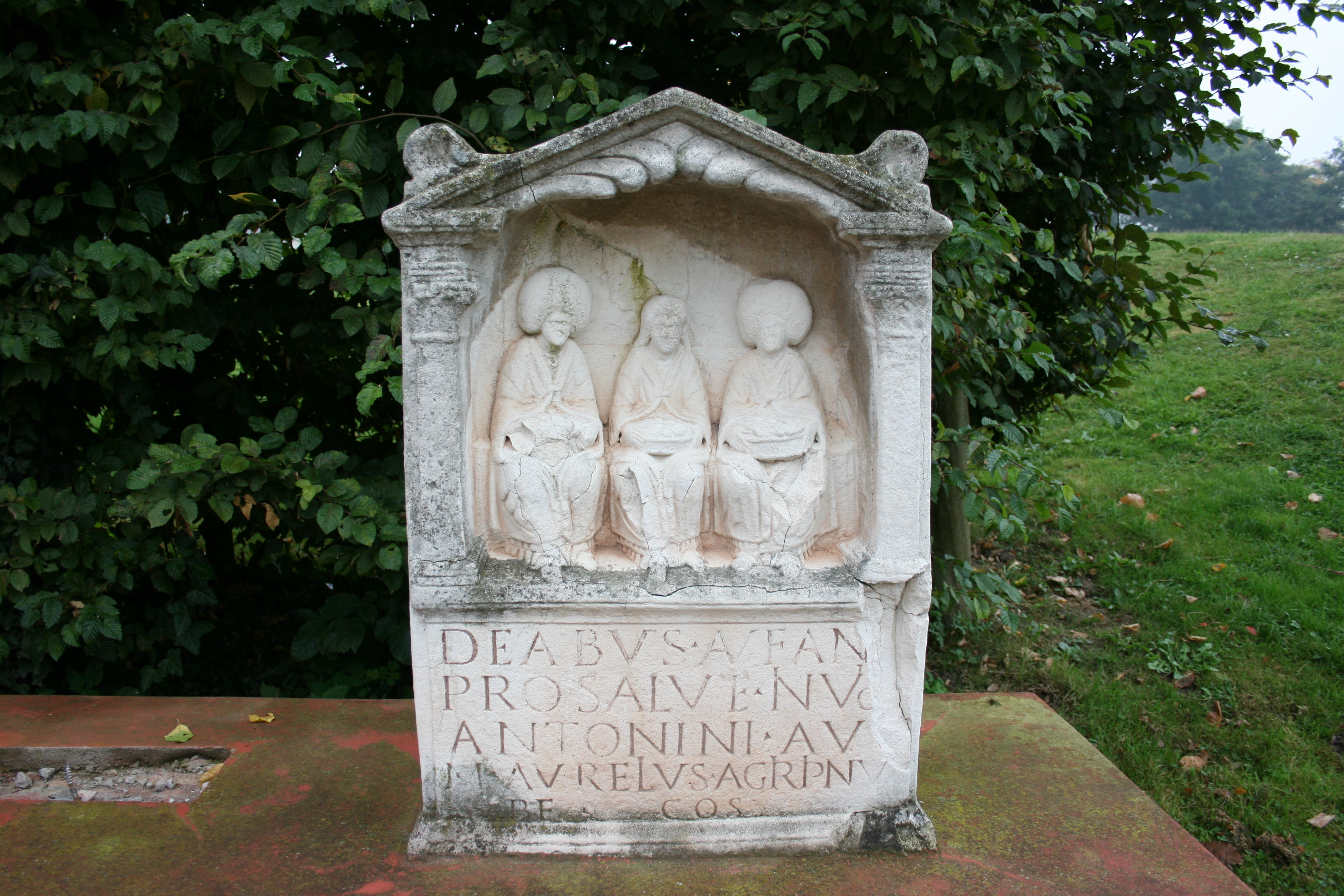
Gallische Matres (Xanten)

- Reeds ten tijde van Maternus (313) maakt Keulen een onderscheiden bisdom uit, dat wellicht de civitas Tungrorum omvat. De kerstening loopt echter met zulke rasse schreden, dat een afzonderlijk bisdom Tongeren wordt opgericht.
- Nadat Constantijn de Grote in 312 bekeerd is tot het christendom dagen in de Lage Landen de eerste christenen op.

## ~350
- Servaas van Maastricht, wiens aanwezigheid bij de kerkvergaderingen te Sardika (347) en te Rimini (359) met oorkonden bevestigd is, wordt de eerste authentieke bisschop van wie in de geschiedenis der Lage Landen gewag wordt gemaakt.
- In Chartres wordt de eerste kathedraal gebouwd rond de oude Keltische waterput. Deze kerk in Romaanse stijl wordt "cathédrale d'Aventin", (kathedraal van Aventin) genoemd naar de eerste bisschop van de stad.

## 358
- Julianus de Afvallige staat de Salische Franken toe zich te vestigen in Toxandrië, het latere Brabant, als foederati.

## 383

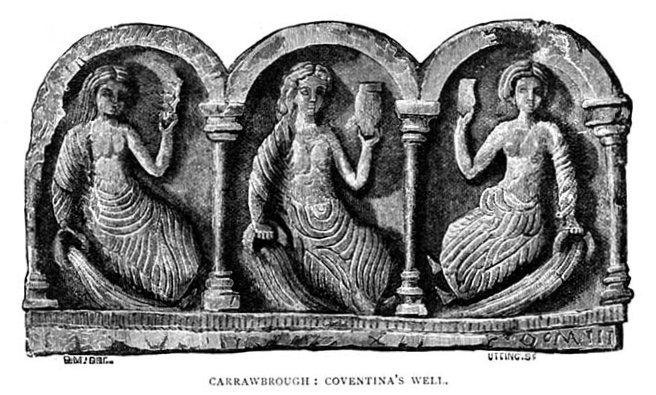
Een Keltische godinnentriade

- Rond het einde van de 4de eeuw zijn de Morienen nog heidenen, en het feit dat hun apostel Victricius (tussen 383 en 407) uit de ver verwijderde stad Rouans komt, laat vermoeden dat de bisdommen van Noord-België in die tijd nog maar weinig structuur hebben.[6]

### 402
- Stilicho roept de Romeinse troepen terug van de grensgebieden om Italië te verdedigen tegen de Goten.
- De villa's in de Lage Landen vervallen. De bewoners beginnen zich van de Romeinse gewoonten af te wenden en deels terug te keren tot hun oude cultuur.

## 405/6
- In 405 of 406 staken de Vandalen en Alanen de Rijn over. Later volgden ook de Sueben, Bourgonden en Franken.

## 407
- Bourgondië, waar zich sinds de 1e eeuw de Keltische Aedui ophielden, wordt als koninkrijk gesticht, en zal al vroeg in de geschiedenis een zelfstandig gebied van het koninkrijk Frankrijk worden.

## Volgende perioden
- Tijdlijn van de Frankische tijd (4e eeuw- 9e eeuw)
- Tijdlijn van de opkomst van steden en vorstendommen (925-1384)
- Tijdlijn van de Bourgondische tijd (1384 - 1482)
- Tijdlijn van de Habsburgse tijd (1482 - 1581/1795)
- Tijdlijn van de Spaanse tijd (1556-1588)
- Tijdlijn van de Lage Landen (vroegmoderne tijd)
- Tijdlijn van de Franse tijd (1794-1815)
- Tijdlijn van Nederland (1815-vandaag)
- Tijdlijn van België en Luxemburg (1830-vandaag)